# Pallavolo ai Giochi della XXVII Olimpiade - Convocazioni al torneo femminile
Elenco delle giocatrici convocate per i Giochi della XXVII Olimpiade.